# Canal de Brienne
Koordinaten: 43° 36′ 15″ N, 1° 26′ 3″ O

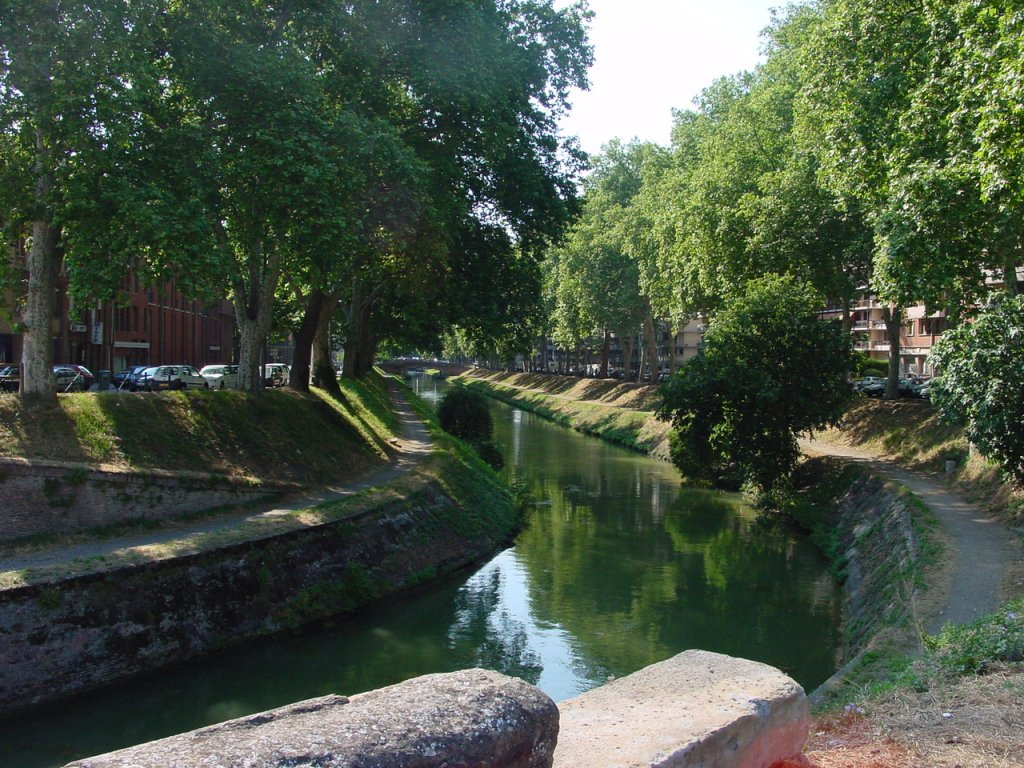
Canal de Brienne

Der Canal de Brienne ist ein mit 1.560 Metern Länge recht kurzer Schifffahrtskanal in der südfranzösischen Stadt Toulouse, der den Fluss Garonne mit dem Canal du Midi und dem Canal latéral à la Garonne verbindet.

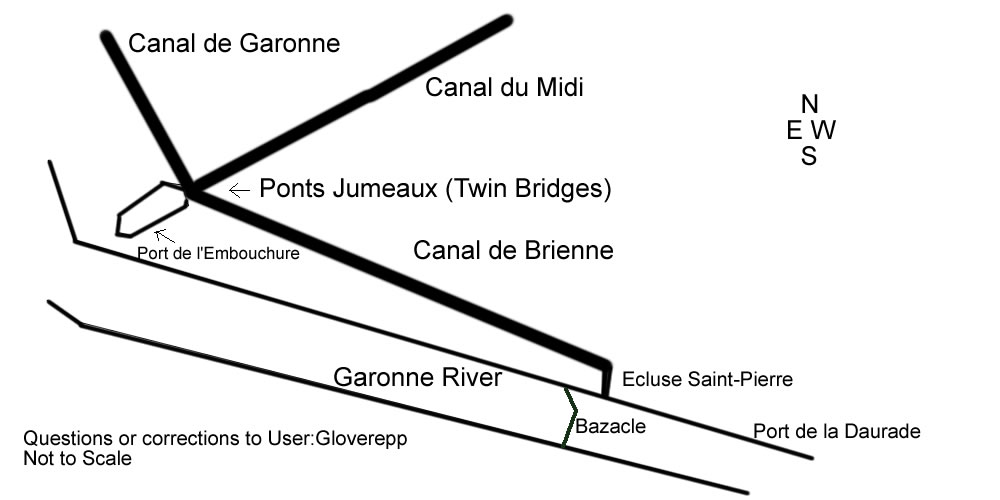
Karte von Canal de Brienne und Umgebung

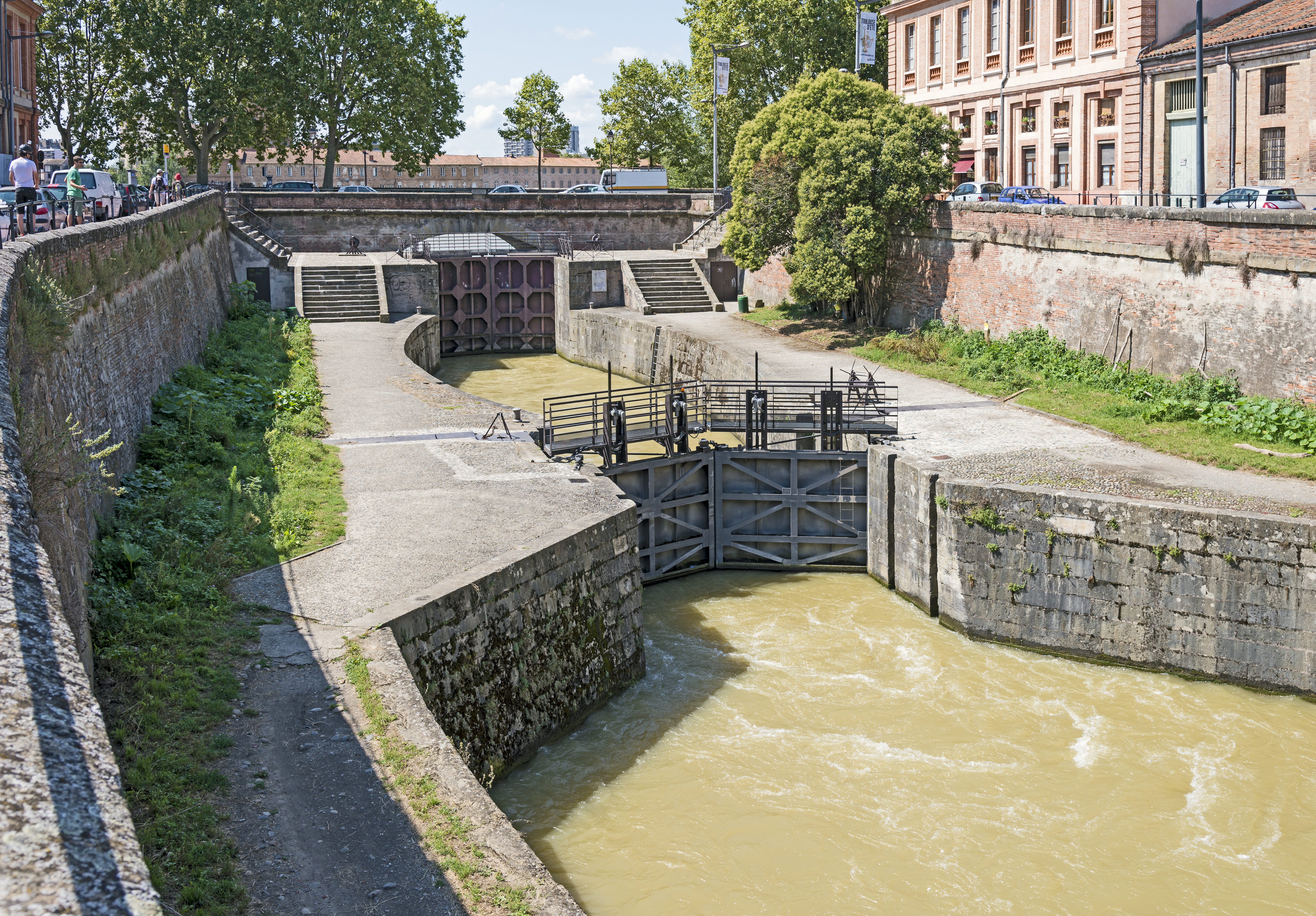
Die Ecluse Saint-Pierre, der Zugang zur Garonne, heute ein denkmalgeschütztes Bauwerk.

Der Kanal wurde durch Joseph-Marie de Saget ab 1768 erbaut und am 14. April 1776 offiziell eingeweiht. Grund für den Bau war, dass der hundert Jahre zuvor errichtete Canal du Midi außerhalb des damaligen Toulouser Stadtgebiets verlief und unterhalb der Stau-Stufe Bazacle (ein Mühlenwehr) in die Garonne mündete. Der weiter flussaufwärts gelegene Toulouser Garonne-Hafen Daurade sowie der Oberlauf des Flusses und der Fluss Ariège konnten somit vom Kanal aus kaum erreicht werden, da die Boote hierzu über die Stufe gebracht werden mussten.
Der neue Kanal verlief vom letzten Canal-du-Midi-Hafen Port de l’Embouchure bis zur Schleuse Ecluse Saint-Pierre an der Garonne westlich des Place Saint-Pierre und trug daher zuerst den Namen Canal Saint-Pierre, ehe er nach Erzbischof Étienne Charles de Loménie de Brienne benannt wurde.
Am Übergang des Canal du Midi in den Canal de Brienne beim Port de l’Embouchure wurden zwei Brücken über die beiden Kanäle errichtet, die sogenannten Ponts-Jumeaux.
Als Mitte des 19. Jahrhunderts dann der Garonne-Seitenkanal erbaut wurde, der ebenfalls vom Port de l’Embouchure/Ponts-Jumeaux ausgeht und zusammen mit dem Canal du Midi den Canal des Deux Mers bildet, diente der Canal de Brienne dazu, diesen mit Wasser aus der Garonne zu versorgen.  Die alte Mündung des Canal du Midi in die Garonne wurde zugeschüttet, der Canal de Brienne somit zur einzigen schiffbaren Verbindung zwischen der Garonne und dem Canal des Deux Mers bis zu dessen Mündung bei Castets-en-Dorthe in der Nähe von Bordeaux.
Wie auch der Canal du Midi ist der Canal de Brienne an beiden Ufern Allee-ähnlich mit Bäumen bepflanzt. Auf beiden Seiten des Kanals befinden sich heutzutage hauptsächlich Wohngebiete, daneben grenzt auch der Campus der Universität Toulouse I (unter anderem mit der zum Universitätsgebäude umfunktionierten Manufacture des Tabacs) an den Kanal.